# Asura ruenca
Asura ruenca är en fjärilsart som beskrevs av Swinhoe 1892. Asura ruenca ingår i släktet Asura och familjen björnspinnare. Inga underarter finns listade i Catalogue of Life.